# Eucoelinidea compressa
Eucoelinidea compressa är en stekelart som beskrevs av Vladimir Ivanovich Tobias 1979. Eucoelinidea compressa ingår i släktet Eucoelinidea och familjen bracksteklar. Inga underarter finns listade i Catalogue of Life.